# Jiri Tabak
Jiri Tabak (Karviná, Checoslovaquia, 8 de agosto de 1955) es un gimnasta artístico checoslovaco, especialista en la prueba de anillas, con la que logró ser medallista de bronce olímpico en 1980.

## 1980
En los JJ. OO. de Moscú gana el bronce en la prueba de anillas, quedando situado en el podio tras los soviéticos Aleksandr Dityatin (oro) y Aleksandr Tkachyov (plata).